# Ferdinando de Habsburgo-Lorena
Ferdinand Zvonimir Maria Balthus Keith Michael Otto Antal Bahnam Leonhard Habsburg-Lothringen, mais conhecido como Ferdinand Habsburg (Salzburgo, 21 de junho de 1997), é o filho mais velho de Carlos de Habsburgo-Lorena, atual chefe da Casa de Habsburgo-Lorena. Ele é herdeiro das pretensões dinásticas de Habsburgo e ao Grande Magistério da Ordem do Tosão de Ouro. Ele é o bisneto do imperador Carlos I da Áustria através de seu avô Otto von Habsburg. Ferdinando é um piloto de corridas que competiu no Campeonato Europeu de Fórmula 3 da FIA.

## Família
Ferdinando foi batizado em 6 de setembro de 1997, em Zagreb pelo cardeal Franjo Kuharic, e foi-lhe dado o nome tradicional croata Zvonimir (em homenagem ao rei Zvonimir da Croácia,  do século XI). Seus padrinhos foram o tio Jorge von Habsburg, Alois-Konstantin, 9.º Príncipe de Löwenstein-Wertheim-Rosenberg, Margarita Gómez-Acebo y Cejuela, e Agnes Husslein, Condessa de Arco.
Ferdinando é cidadão austríaco. Enquanto seus títulos tradicionais (arquiduque da Áustria, Príncipe Real da Hungria, Bôemia e da Croácia) são utilizados no exterior e pela literatura genealógica, eles não são reconhecidos pelo governo austríaco. Seu avô Otto von Habsburg renunciou a todas as reivindicações ao trono austríaco, como uma condição necessária para retornar à Áustria.

## Carreira em categorias de base

### Kartismo
Habsburg começou sua carreira de piloto aos 14 anos de idade na equipe austríaca Speedworld Academy. Ele usa o número de corrida 62 desde o início de sua carreira no kart. Em 2014, depois de passar quatro anos na categoria ROTAX Junior, ganhando vários títulos de campeonato, ele mudou para a Rotax DD2. Ele também se classificou três vezes para o Rotax Max Challenge Grand Finals, obtendo como melhor resultado o décimo primeiro lugar em 2013.

### Formula Renault 1.6 NEC e Toyota Racing Series

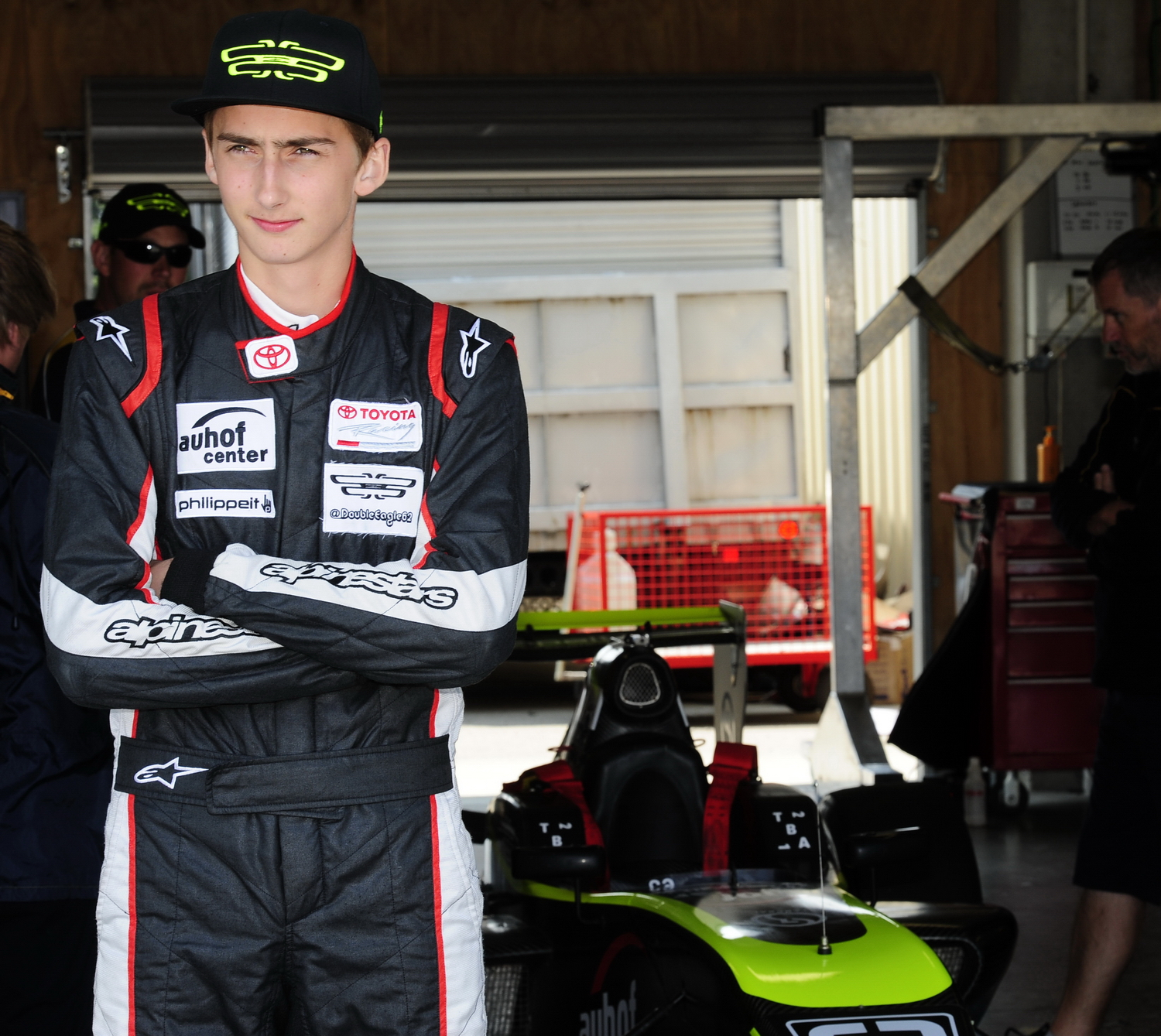
Toyota Racing Series (2015)

Em 2014, Habsburg fez sua estreia em monopostos, participando do Campeonato de Fórmula Renault 1.6 NEC com a Lechner Racing. Ele terminou em quarto lugar, com uma taxa de finalização de 100% em 15 corridas.
Em 2015, Habsburg disputou a Toyota Racing Series da Nova Zelândia em janeiro e fevereiro de 2015 com a Victory Motor Racing, terminando em 11º no campeonato e em 5º na classe de novatos, com dois pódios. Ele retornou à série com a Giles Motorsport em 2016 e terminou em quarto lugar no campeonato, atrás de Lando Norris, Jehan Daruvala e Brendon Leitch, com quatro pódios, incluindo sua primeira vitória em corridas de carros na abertura da temporada no Mike Pero Motorsport Park.
Habsburg disputou sua última temporada na série em 2017, desta vez pilotando para a M2 Competition. O austríaco terminou a campanha em oitavo lugar, marcando dois pódios.

### Formula Renault 2.0 NEC e Euroformula Open
Em 2015, Habsburg decidiu mudar para a Fórmula Renault Northern European Cup com a Fortec Motorsports. Tendo corrido apenas nas cinco primeiras rodadas da série, com um melhor resultado de quinto lugar em seu evento em casa, no Red Bull Ring, o austríaco terminou em 19º na classificação.
Habsburg fez sua estreia no Euroformula Open Championship no final da temporada de 2015 no Circuito de Barcelona-Catalunha, onde terminou as duas corridas entre os dez primeiros.
No ano seguinte, Habsburg se dedicou à série em tempo integral, correndo pela Drivex School. Depois de perder terreno para o favorito ao título Leonardo Pulcini, mais experiente, durante as primeiras rodadas, Habsburg conseguiu conquistar sua primeira vitória na série no Circuito Paul Ricard. Em seguida, marcou sete pódios nas cinco etapas restantes, incluindo uma vitória em Barcelona, e terminou em segundo lugar na classificação, com doze pódios em apenas 16 corridas.

### Campeonato Europeu de Fórmula 3

#### 2017
Em 2017, Habsburg subiu para o Campeonato Europeu de F3 da FIA, correndo pela Carlin. Ele teve uma temporada de grande sucesso, conquistando quatro pódios e a primeira vitória da série em Spa. No entanto, sua corrida mais impressionante foi no final do ano, no Grande Prêmio de Macau. Na corrida principal, ele lutou muito pela liderança com o brasileiro Sérgio Sette Câmara, mas não conseguiu passar. Na última volta, Habsburg assumiu a liderança do lado de fora da última curva em Fisherman's Bend, mas freou tarde demais e bateu nas barreiras na saída da curva, com Sette Câmara fazendo exatamente a mesma coisa, dando a vitória da corrida ao companheiro de equipe de Câmara, Dan Ticktum. Habsburg acabou cruzando a linha de chegada em quarto lugar, apesar da suspensão dianteira quebrada. Mesmo assim, o austríaco recebeu muitos elogios do chefe de equipe e dos jornalistas por sua manobra na última volta, além de sua grande temporada como um todo.

#### 2018
Ele retornou à série em 2018 com a Carlin, desta vez como parceiro de Jehan Daruvala, Sacha Fenestraz, Nikita Troitskiy e Ameya Vaidyanathan. No entanto, Habsburg não conseguiu encontrar a forma do ano anterior, marcando apenas um pódio em Misano e terminando em 13º no campeonato.

## Carreira em carros esportivos

### Deutsche Tourenwagen Masters

#### 2019

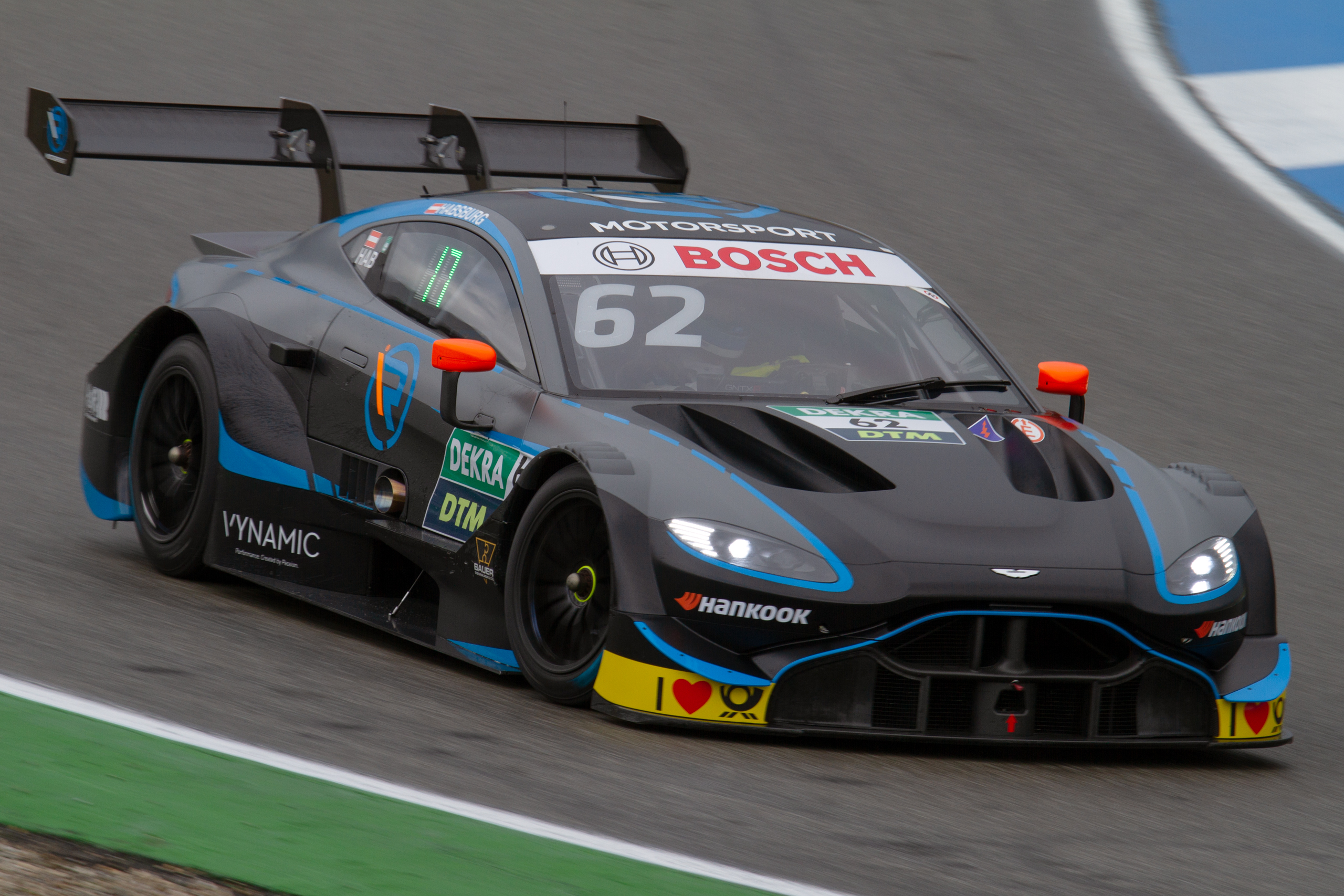
Habsburg disputanto o DTM pela equipe Aston Martin. (2019)

Em 2019, Habsburg assinou com a R-Motorsport II para correr com o Aston Martin Vantage DTM no Deutsche Tourenwagen Masters. Ele marcou dois pontos no Circuito de Zolder e em Norisring e terminou em 18º lugar no campeonato de pilotos.

#### 2020
Para a temporada de 2020, Habsburg mudou para a Audi Sport Team WRT, correndo com o Audi RS5 Turbo DTM. Essa temporada foi comparativamente bem-sucedida para Habsburg, pois ele garantiu 10 posições de pontos, uma das quais foi um pódio no Circuito de Zolder. Com isso, Habsburg terminou em décimo lugar no campeonato de pilotos com 68 pontos, superando seus companheiros de equipe Fabio Scherer e Harrison Newey.

### eSports

#### 2020
Em 2020, Habsburg competiu nas 24 Horas de Le Mans Virtual com a Mahle Racing, dirigindo o Aston Martin Vantage GTE 2018 ao lado do ex-piloto da IndyCar Series Robert Wickens e dos pilotos de simulação Jimmy Broadbent e Kevin Rotting. Eles se classificaram em 46º lugar.

### Corridas de resistência

#### 2021
Habsburg começou sua campanha de 2021 competindo na Asian Le Mans Series com a G-Drive Racing. Junto com seus companheiros de equipe Ye Yifei e Rene Binder, ele conquistou o campeonato de pilotos, conquistando duas vitórias ao longo do caminho. Além disso, Habsburg competiu com a High Class Racing nas 24 Horas de Daytona de 2021 ao lado de Robert Kubica, Dennis Andersen e Anders Fjordbach. No entanto, eles desistiram da corrida devido a uma falha na caixa de câmbio.
Em 26 de fevereiro foi confirmado que ele iria competir no FIA World Endurance Championship pela Equipe WRT ao lado de Robin Frijns e Charles Milesi, pilotando um Oreca 07 na classe LMP2. Durante a primeira volta das 6 Horas de Spa-Francorchamps, Habsburgo e a sua equipa terminaram em décimo e na prova seguinte, as 8 Horas de Portimão, a sua equipa terminou na quarta posição. Porém, foi na corrida seguinte, as 6 Horas de Monza, que Habsburg conquistou seu primeiro pódio na LMP2, terminando em segundo lugar. Na quarta rodada, sendo as 24 Horas de Le Mans, Habsburg e seus companheiros da equipe WRT conquistaram uma vitória dramática na classe LMP2 depois que seu carro irmão da equipe WRT sofreu uma falha no sensor do acelerador na última volta enquanto liderava a corrida. Após uma pausa de dois meses, o trio venceu as 6 Horas do Bahrein. No fim de semana seguinte, Habsburg, Frijns e Milesi conquistaram o título LMP2 após obter a terceira vitória consecutiva na série na corrida de 8 horas no mesmo local. Habsburg também se tornou o primeiro austríaco a ganhar o título LMP2 no Campeonato Mundial de Endurance.

#### 2022
No ano seguinte, Habsburg voltou ao WEC, pilotando o carro 41 da RealTeam by WRT com Rui Andrade e Norman Nato. Juntas, a equipe conquistou três pódios, que incluíram uma vitória nas 6 Horas de Monza, e terminou em quarto lugar na classificação.
Paralelamente à campanha no WEC, o austríaco competiu pela Prema Racing na European Le Mans Series. A equipe começou a temporada de forma controladora, vencendo a abertura da temporada em Paul Ricard, após a qual Habsburg se descreveu como "honrado" e conquistando a vitória em Imola, apesar de Lorenzo Colombo ter que cumprir duas penalidades de drive-through por duas infrações separadas. Depois de um quinto lugar em Monza, Habsburg e seus companheiros Colombo e Louis Delétraz conquistaram mais uma vitória em Barcelona para ampliar sua vantagem no campeonato. Outro pódio veio na penúltima corrida em Spa, antes de a equipe conquistar o título com uma vitória na final em Portimão, o que significa que Habsburg e Delétraz conquistaram o título de pilotos do ELMS.

#### 2023
O piloto austríaco permaneceu com a equipe WRT para a temporada 2023 do WEC, desta vez fazendo parceria com Sean Gelael e se reunindo com Robin Frijns.

## Registros na carreira

### Sumário da carreira nokarting
| Temporada | Categoria                                           | Equipe             | Classificação |
| --------- | --------------------------------------------------- | ------------------ | ------------- |
| 2011      | Rotax Max Challenge Central-Eastern Europe — Junior |                    | 6.º           |
| 2011      | Rotax Euro Challenge — Junior                       |                    | 75.º          |
| 2012      | Rotax Euro Challenge — Junior                       |                    | 79.º          |
| 2012      | Rotax Max Challenge Grand Finals — Junior           | Kalman Motorsport  | 35.º          |
| 2013      | Rotax Max Challenge Central-Eastern Europe — Junior |                    | 2.º           |
| 2013      | Rotax Max Challenge Grand Finals — Junior           | Speedworld Academy | 11.º          |
| 2014      | Rotax Max Challenge Grand Finals — DD2              | Speedworld Academy | 12.º          |
| 2019      | Deutsche Elektro-Kart-Meisterschaft (DEKM)          |                    | NC            |

### Sumário da carreira automobilística
| Temporada | Categoria                                     | Equipe                | Corridas | Vitórias | Poles | V.M.R. | Pódios | Pontos | Classificação |
| --------- | --------------------------------------------- | --------------------- | -------- | -------- | ----- | ------ | ------ | ------ | ------------- |
| 2014      | Formula Renault 1.6 NEC                       | Lechner Racing        | 15       | 0        | 0     | 0      | 4      | 213    | 4.º           |
| 2015      | Formula Renault 2.0 NEC                       | Fortec Motorsports    | 11       | 0        | 0     | 0      | 0      | 62     | 18.º          |
| 2015      | Eurocup Formula Renault 2.0                   | Fortec Motorsports    | 5        | 0        | 0     | 0      | 0      | 0      | NC            |
| 2015      | Formula Renault 2.0 Alps                      | Fortec Motorsports    | 3        | 0        | 0     | 0      | 0      | 0      | NC            |
| 2015      | Euroformula Open Championship                 | Drivex School         | 2        | 0        | 0     | 0      | 0      | 0      | NC            |
| 2015      | Toyota Racing Series                          | Victory Motor Racing  | 16       | 0        | 1     | 1      | 2      | 490    | 11.º          |
| 2016      | Euroformula Open Championship                 | Drivex School         | 16       | 2        | 4     | 1      | 12     | 247    | 2.º           |
| 2016      | Campeonato Espanhol de Fórmula 3              | Drivex School         | 6        | 1        | 1     | 0      | 4      | 90     | 3.º           |
| 2016      | Eurocup Formula Renault 2.0                   | Fortec Motorsports    | 15       | 0        | 1     | 0      | 2      | 57     | 10.º          |
| 2016      | Formula Renault 2.0 NEC                       | Fortec Motorsports    | 10       | 0        | 0     | 0      | 2      | 130    | 11.º          |
| 2016      | Grande Prémio de Macau                        | Fortec Motorsports    | 1        | 0        | 0     | 0      | 0      | N/A    | DNF           |
| 2016      | Toyota Racing Series                          | Giles Motorsport      | 15       | 2        | 0     | 1      | 4      | 727    | 4.º           |
| 2017      | Campeonato Europeu de Fórmula 3 da FIA        | Carlin                | 30       | 1        | 0     | 2      | 4      | 187    | 7.º           |
| 2017      | Grande Prémio de Macau                        | Carlin                | 1        | 0        | 0     | 0      | 0      | N/A    | 4.º           |
| 2017      | Toyota Racing Series                          | M2 Competition        | 15       | 0        | 0     | 0      | 2      | 568    | 8.º           |
| 2018      | Campeonato Europeu de Fórmula 3 da FIA        | Carlin                | 30       | 0        | 0     | 2      | 1      | 87     | 13.º          |
| 2018      | International GT Open                         | Drivex School         | 2        | 0        | 0     | 0      | 0      | 1      | 44.º          |
| 2018      | IMSA SportsCar Championship - Prototype       | Jackie Chan DCR Jota  | 1        | 0        | 0     | 0      | 0      | 26     | 51.º          |
| 2018      | Grande Prémio de Macau                        | Motopark              | 1        | 0        | 0     | 0      | 0      | N/A    | 10.º          |
| 2019      | Deutsche Tourenwagen Masters                  | R-Motorsport II       | 17       | 0        | 0     | 0      | 0      | 3      | 18.º          |
| 2019      | Blancpain GT Series Endurance Cup             | R-Motorsport          | 1        | 0        | 0     | 0      | 0      | 0      | NC            |
| 2019      | Grande Prémio de Macau                        | ART Grand Prix        | 1        | 0        | 0     | 0      | 0      | N/A    | DNF           |
| 2020      | Deutsche Tourenwagen Masters                  | Audi Sport Team WRT   | 17       | 0        | 1     | 0      | 1      | 68     | 10.º          |
| 2020      | GT World Challenge Europe Endurance Cup       | Audi Sport Team WRT   | 1        | 0        | 0     | 0      | 0      | 0      | NC            |
| 2020      | Intercontinental GT Challenge                 | Audi Sport Team WRT   | 1        | 0        | 0     | 0      | 0      | 0      | NC            |
| 2021      | Campeonato Mundial de Endurance da FIA - LMP2 | Team WRT              | 6        | 3        | 1     | 0      | 4      | 151    | 1.º           |
| 2021      | 24 Horas de Le Mans - LMP2                    | Team WRT              | 1        | 1        | 0     | 0      | 1      | N/A    | 1.º           |
| 2021      | European Le Mans Series - LMP2                | Algarve Pro Racing    | 6        | 0        | 0     | 0      | 1      | 27.5   | 13.º          |
| 2021      | Asian Le Mans Series - LMP2                   | G-Drive Racing        | 4        | 2        | 0     | 1      | 3      | 81     | 1.º           |
| 2021      | IMSA SportsCar Championship - LMP2            | High Class Racing     | 1        | 0        | 0     | 0      | 0      | 0      | NC            |
| 2022      | Campeonato Mundial de Endurance da FIA - LMP2 | RealTeam by WRT       | 6        | 1        | 1     | 0      | 3      | 96     | 4.º           |
| 2022      | 24 Horas de Le Mans - LMP2                    | RealTeam by WRT       | 1        | 0        | 0     | 0      | 0      | N/A    | 17.º          |
| 2022      | IMSA SportsCar Championship - LMP2            | Tower Motorsport      | 1        | 0        | 0     | 0      | 1      | 0      | NC            |
| 2022      | European Le Mans Series - LMP2                | Prema Racing          | 6        | 4        | 0     | 1      | 5      | 125    | 1.º           |
| 2023      | Campeonato Mundial de Endurance da FIA - LMP2 | Team WRT              | 3        | 0        | 0     | 0      | 0      | 28     | 8.º           |
| 2024      | Campeonato Mundial de Endurance da FIA - LMH  | Alpine Endurance Team | 5        | 0        | 0     | 0      | 0      | 25     | 14.º*         |